# Castillo de Suria
El castillo de Suria está situado en la parte más alta de una colina que domina el río Cardener dentro del pueblo viejo de Suria, en el Bages.

## Historia
El antiguo castillo de Suria empezó a construirsse en el siglo VIII por los Duques de Barcelona, del cual dependía. Sirvió para proteger el camino de la sal que se transportaba de Cardona a Manresa. De los siglos XII-XIII, se conserva la torre del homenaje (siglo XII), que ha quedado ubicada dentro del edificio en la rehabilitación posterior que se hizo. En su origen, el castillo de Suria formaba parte de la línea de frontera con los sarracenos, que pasaba por el río Cardener.
Hasta rel siglo XIV estuvo gobernado por varios vasallos. En esta época el castillo fue vendido al vizconde de Cardona y, el vasallo pasa a depender de Cardona. El último vasallo o Señor de Suria, Josep Tries, al morir en 1672, dejó todas las pertenencias el Santuario del Miracle. Los administradores del santuario empezaron a vender todas las pertenencias para poder reconstruir el santuario.
En los siglos XIV-XV, tras pasar a manos de los Cardona, el primitivo castillo-torre se transformó en un castillo-residencia. Durante muchos años, la plaza fuerte de Suria presidida por el castillo, fue un punto estratégico de interés militar. El castillo dominaba durante la Edad Media la denominada Ruta de la Sal a su paso por el río Cardener, así como también su producción.
A mediados del siglo XX, había servido de estación del telégrafo óptico y se comunicaba con las estaciones de Manresa, Cardona, Serrateix y Castelltallat. La gran casona fue utilizada hasta una época relativamente reciente para escuela, calabozo y para otros servicios municipales.
Actualmente está habilitado como Centro de Interpretación del Pueblo Viejo, y es visitable. Junto al castillo, encontramos la iglesia del Roser, que conserva aún una parte del ábside y del campanario de estilo románico, donde se adosan las paredes del castillo formando así una muralla por la cara de levante.